# تومیئورا، چیبا
تومیئورا، چیبا (به لاتین: Tomiura) یک منطقهٔ مسکونی در ژاپن است که در کانتو واقع شده‌است. تومیئورا ۵٬۶۸۹ نفر جمعیت دارد.